# Pele (Insel)
Pele (englisch Pele Island) ist eine Insel in der Provinz Shefa des Inselstaats Vanuatu im Korallenmeer.

## Geographie
Die hügelige, dicht bewachsene Insel liegt im Osten der Undine Bay, etwa zwei Kilometer vor der Nordküste von Efate. Nordwestlich grenzt Pele direkt an Nguna.

## Bevölkerung
2015 hatte Pele 423 Einwohner, die in 86 Haushalten lebten.

## Meeresschutzgebiet
Das Nguna Pele Marine Protected Area wurde 2003 gegründet, um die gefährdeten Korallenriffe im Gebiet der Inseln Nguna und Pele zu schützen und zu erhalten.